# Leibulf de Provence
Leibulf de Provence (780 - † 837) appelé aussi Laibulf, Leibulfe, Leybulf, Letibulf ou Leyboux est comte de Provence dans les premières années du IXe siècle ; il est appelé parfois comte d'Arles.

## Biographie

### Origines et début
Les origines de Leibulf ne sont pas connues, bien que selon toute vraisemblance, fils d'un certain Gontier propriétaire arlésien, il soit né en Provence et même à Arles où il possédait, ex rebus proprietas, un franc-alleu autour de la cité. Toutefois sa famille, d'après l'historien Jean-Pierre Poly, serait probablement issue de Septimanie.
Son ascension au pouvoir date des dernières années du règne de Charlemagne (768 – 814) qui lui accorde nombre de ses titres. En Provence, Leibulf succède au comte Loup.

### Comte de Provence et de Septimanie
Leibulf, appelé comte d'Arles ou comte de Provence, conduit avec Berà et le comte de Vasconie, Sanche Loup Ier, un contingent de Provençaux lors de l'expédition de Louis le Pieux contre Barcelone en 800 / 801,.
Leibulf est convoqué en 812 à la cour d'Aix-la-Chapelle avec les comtes Berà de Barcelone, Gaucelme du Roussillon, Odilón de Gérone et de Besalú, Giscafred de Carcassonne, Ermenguer d'Ampurias, Adhemar de Narbonne et Erlín de Béziers. Un groupe de propriétaires terriens hispaniques (c’est-à-dire, des nobles locaux de l'ancienne province de Septimanie et de Gothie ou de la Marche Hispanique) ont porté plainte contre tous ces comtes. Ces propriétaires se plaignent de ce qu'on leur impose sur leurs terres des tributs et des charges injustes. Charlemagne donne raison aux plaignants.
Dès la fin du règne de Charlemagne, il semble que Leibulf voit son pouvoir déborder sur une partie de la Septimanie où il intervient en 814 comme missus dans les pagi de Narbonne et d'Agde à propos des domaines d'Aniane
Quoi qu'il en soit, en mars 817, il reçoit ce comté à la suite de la réorganisation du pouvoir carolingien dans le Sud de la France et aux marches d'Espagne. Avec Gaucelme, marquis d'Ampurias-Roussillon et Berà, comte de Barcelone en Catalogne, il est l'un des trois plus grands personnages du sud du royaume au début du règne de Louis le Pieux.

### Un bienfaiteur de l'Église
En 824, une charte datée du 7 novembre mentionne un échange de terres avec Noton, l'archevêque d'Arles. Cet échange est confirmé le 3 janvier 825 par l'Empereur,. Leibulf est un bienfaiteur du monastère de Lérins, et d'après Jean-Pierre Poly, il serait le fondateur de l'abbaye Saint-André de la Cappe, sur une île du Rhône en aval d'Arles.

### Sa fin
Sa mort survient après le 16 mars 829, date de sa dernière donation à ce monastère. Il teste le même jour en donnant l'abbaye de Saint-André qu'il avait bâtie sur l'île de la Cappe, à Aniane. D'après certains, cette dévotion se retrouverait dans les origines méridionales du comte et expliquerait diverses donations, consenties entre 816 et 820, par le roi Louis le Pieux ; ces donations, portant sur des biens arlésiens (Saint-Martin, Mornas, Massatia, ...), n'ayant pu être faites qu'avec l'accord du comte.
Bernard de Septimanie reçoit ses honores.
Peut-être vit-il toutefois jusqu'aux années 835, lorsque pour lutter contre les pirates l'empereur Louis le Pieux regroupe l'ensemble des comtés provençaux sous l'autorité d'un duc résidant à Arles, peut-être Leibulf. Un plaid, daté de 843/844, évoque Leibulf comme comte d'Arles ; mais il semble peu probable qu'à cette date, il soit encore en vie.
Le duc Guerin, ou le comte Audibert selon Jean-Pierre Poly, lui succèdent en Provence. Il laisse une femme appelée Oda ou Odda, également bienfaitrice de Lérins.

## Descendance
Leibulf est probablement l'ascendant de la maison des Baux par son fils Leibulfe d'Arles. Toutefois, dans les années 900-920, apparait un certain Guigue d'origine noble, ex-clerc d'Arles devenu évêque de Gérone, qui cède dans d'étranges conditions vers 922/923 à la cathédrale d'Arles, parmi d'autres alleux, l'abbaye de Saint-André de la Cappe. Ce Guigue apparaît comme un légitimiste dans le conflit qui a opposé peu de temps auparavant l'ancienne noblesse aux Bourguignons. Il est donc possible que ce Guigue soit un descendant du comte Leibulf.

### Sources
- (en) Leibulf de Provence
- Lewis, Archibald R. The Development of Southern French and Catalan Society, 718-1050. University of Texas Press: Austin, 1965.
- Paul-Albert Février - « La donation faite à Lérins par le comte Leibulfe. », Provence Historique, Vol. VI. - 1956.
- Jean-Pierre Poly – La Provence et la société féodale 879-1166 – Bordas, Paris, 1976 –  (ISBN 2040077405)
- Foundation for Medieval Genealogy: Provence - Early Counts.